# Nicey
Nicey település Franciaországban, Côte-d’Or megyében. Lakosainak száma 108 fő (2022. január 1.). Nicey Channay, Gigny, Griselles, Laignes és Cruzy-le-Châtel községekkel határos.

## Népesség
A település népességének változása:
| Lakosok száma | 258  | 210  | 171  | 139  | 117  | 111  | 110  | 111  | 109  | 108  |
|               | 1968 | 1982 | 1990 | 2006 | 2013 | 2015 | 2017 | 2019 | 2020 | 2022 |